# Organum
Organum (z řeckého organon = nástroj, též diafonie = dvojzvuk) je nejstarší skladebnou technikou středověkého evropského vícehlasu, používanou mezi 9. až 11. stoletím.

## Vývoj

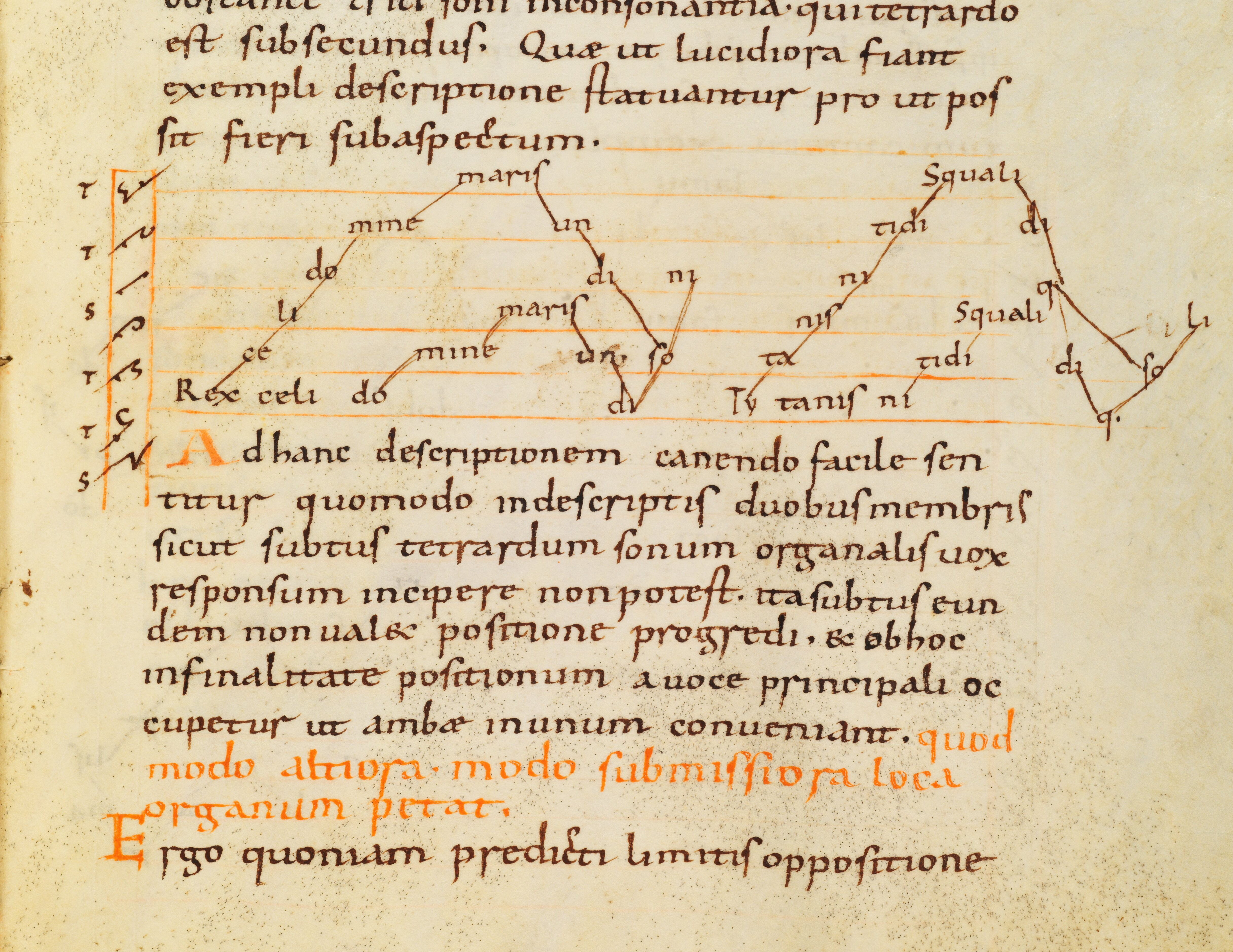
Musica enchiriadis (organum Rex Coeli)

Organum vzniklo v raném středověku v hudební praxi gregoriánského zpěvu (prvním pramenem v Evropě je Musica enchiriadis z 9. století). Jedná se o dvouhlasý zpěv, jehož základem je vedoucí hlas vox principalis (též tenor, či cantus firmus). K němu se nejprve přidá samostatný druhý hlas (vox organalis), který se pohybuje tvrdošíjně paralelním pohybem. Tento zpočátku improvizace|improvizovaný vícehlasý zpěv, doprovázený zejména varhanami v týchž paralelách, se ve středověku přenesl do pěveckých škol některých klášterů a katedrál.
Prvním dokladem, který srozumitelně popisuje organální praxi, je Musica enchiriadis (kolem roku 895), pojednání, které bylo dříve připisováno (zřejmě nesprávně) mnichu Hucbaldovi (asi 840-930). Podle tohoto spisu organální praxe v žádném případě nebyla chápána jako vícehlas v moderním smyslu, přídavný hlas měl za úkol toliko zesílit jednohlasý zpěv. Z Musica enchiriadis je rovněž patrné, že bylo akceptováno zdvojení oktáv, které byly u vícehlasých skladeb mužských nebo chlapeckých sborů nevyhnutelné. Používal se rovněž doprovod hlasů nástroji. Druhý spis Scholia enchiriadis pak důkladně celé téma popisuje.

## Druhy organa
Podle kompozičního systému rozeznáváme
- paralelní organum (souběžné)
- laterální organum (stranné)
- organum purum (zde se ve druhém hlasu klene nad tenorem rozložitá melodie, členěná do jednotlivých motivů. Tato skladebná technika byla vytvořena a zdokumentována mistrem Leoninem (Notredamská škola) ve sbírce Magnus liber organi) a
- organum duplum (zde je chorální melodie druhého hlasu v opačném gardu doprovázena hlasem vrchním)